# Visita virtual
Les visites virtuals són una manera fàcil, divertida i interactiva de veure un espai en totes les direccions movent el ratolí, mitjançant les "fotografies panoràmiques esfèriques", que permeten observar l'espai fotografiat en 360ºx180º. Això significa tot al voltant més amunt i a baix, com si s'estigués en el lloc.
Les visites virtuals o tours virtuals poden arribar a convertir-se en les seccions més visitades de qualsevol pàgina web, a causa del gran atractiu visual i l'alt nivell d'interactivitat. La visita virtual haurà de tenir com a objectiu augmentar notablement la permanència de l'usuari a la pàgina, i en conseqüència, la seva atracció i interès pel lloc fotografiat. No obstant, tot això depèn de molts altres factors, per la qual cosa no n'hi ha prou amb ser 'visita virtual' per a aconseguir l'objectiu.
En una visita virtual l'usuari percep l'espai esfèric amb una vista totalment versemblant i natural -tal com seria en la realitat- des de qualsevol ordinador amb accés a Internet. Aquest n'és el gran atractiu, el de convidar al navegant amb la possibilitat de realitzar una visita virtual al lloc, amb la sensació de ser-hi realment.
Són una forma de publicitat altament efectiva i atractiva per als usuaris. L'ús d'aquesta tecnologia interactiva pot augmentar notablement el nombre de visites a una pàgina, però factors com el temps de càrrega de la visita, poden repercutir negativament en les visites de la pàgina.